# Транспозиционная матрица
Транспозиционная матрица Tr(X) - это квадратная матрица размера n, равного целой степени 2, каждый элемент Tr(X)ij которой содержит один из элементов {x} заданного вектора X размера n, индекс которого равен единице плюс побитовое сложение по модулю 2 (XOR) номера строки i минус единица и номер столбца j минус единица элемента Tr(X)ij.

## Формула
Таким образом, формула, по которой вычисляются элементы матрицы Tr(X), выглядит следующим образом:
{\displaystyle Tr(X)_{i,j}=x_{1+(i-1)\oplus (j-1)}}
где  {\displaystyle i,j\in [1,n]} и  символом {\displaystyle \oplus } обозначена битовая операция «сложение по модулю 2.

Например, транспозиционная матрица {\displaystyle Tr(X)}, полученная из вектора:
{\displaystyle X={\begin{pmatrix}x_{1},x_{2},x_{3},x_{4},x_{5},x_{6},x_{7},x_{8}\\\end{pmatrix}}}
имеет вид:
{\displaystyle Tr(X)={\begin{pmatrix}x_{1}&x_{2}&x_{3}&x_{4}&|&x_{5}&x_{6}&x_{7}&x_{8}\\x_{2}&x_{1}&x_{4}&x_{3}&|&x_{6}&x_{5}&x_{8}&x_{7}\\x_{3}&x_{4}&x_{1}&x_{2}&|&x_{7}&x_{8}&x_{5}&x_{6}\\x_{4}&x_{3}&x_{2}&x_{1}&|&x_{8}&x_{7}&x_{6}&x_{5}\\-&-&-&-&|&-&-&-&-\\x_{5}&x_{6}&x_{7}&x_{8}&|&x_{1}&x_{2}&x_{3}&x_{4}\\x_{6}&x_{5}&x_{8}&x_{7}&|&x_{2}&x_{1}&x_{4}&x_{3}\\x_{7}&x_{8}&x_{5}&x_{6}&|&x_{3}&x_{4}&x_{1}&x_{2}\\x_{8}&x_{7}&x_{6}&x_{5}&|&x_{4}&x_{3}&x_{2}&x_{1}\\\end{pmatrix}}}.

## Свойство четвёрок
Произвольная пара строк строки (или пара столбцов) транспозиционной матрицы содержит {\displaystyle n/2} четвёрок из элементов с равными значениями диагональных элементов. Например, если {\displaystyle Tr_{p,q}} и {\displaystyle Tr_{u,q}} — два случайно выбранных элемента из одного столбца {\displaystyle q} матрицы {\displaystyle Tr}, то из этого свойства следует, что {\displaystyle Tr}-матрица содержит четвёрку из элементов {\displaystyle (Tr_{p,q},Tr_{u,q},Tr_{p,v},Tr_{u,v})}, для которой выполняются уравнения {\displaystyle Tr_{p,q}=Tr_{u,v}} и {\displaystyle Tr_{u,q}=Tr_{p,v}}. Это свойство «свойство четвёрок» является специфическим для {\displaystyle Tr}-матриц.

## Другие свойства
- Матрица Tr(X) является симметричной матрицей
- Матрица Tr(X) является персимметричной матрицей, то есть она также симметрична относительно своей второй диагонали

## Транспозиционная матрица со взаимно ортогональными строками
Свойство четвёрок позволяет получить из транспозиционной матрицы {\displaystyle Tr} матрицу со взаимно ортогональными строками {\displaystyle Trs} путём изменения знака нечётному количеству элементов в каждой из четвёрок {\displaystyle (Tr_{p,q},Tr_{u,q},Tr_{p,v},Tr_{u,v})}, {\displaystyle p,q,u,v\in [1,n]}. Существует алгоритм построения {\displaystyle Trs}-матрицы с использованием покомпонентного произведения матрицы {\displaystyle Tr} и {\displaystyle n}-мерной матрицы Адамара {\displaystyle H=(h_{ij})}, строки которой (кроме первой) переставлены таким образом, что строки результирующей матрицы {\displaystyle Trs} взаимно ортогональны:
{\displaystyle Trs(X)=Tr(X)\circ H(R)}
{\displaystyle Trs.{Trs}^{T}=\parallel X\parallel ^{2}.I_{n}}
где:
«{\displaystyle \circ }» — произведение Адамара,
{\displaystyle I_{n}} — единичная матрица,
{\displaystyle H(R)} — {\displaystyle n}-мерная матрица Адамара с перестановкой строк {\displaystyle R=[1,r_{2},...r_{n}]^{T},r_{2},...r_{n}\in [2,n]}, которая меняет знак нечётному количеству элементов в каждой из четвёрок;
{\displaystyle X} — вектор, из которого выводятся элементы {\displaystyle Tr}-матрицы.
Порядок {\displaystyle R} строк матрицы Адамара был получен экспериментально для матриц {\displaystyle Trs} размеров 2, 4 и 8. Порядок {\displaystyle R} строк матрицы Адамара (относительно матрицы Сильвестра — Адамара) не зависит от вектора {\displaystyle X}. Было доказано, что если {\displaystyle X} — единичный вектор ({\displaystyle \parallel X\parallel =1}), то {\displaystyle det(Trs)=-1}.

## Пример получения матрицы Trs
Транспозиционная матрица с взаимно ортогональными строками {\displaystyle Trs(X)} при {\displaystyle n=4}, получается из вектора {\displaystyle X={\begin{pmatrix}x_{1},x_{2},x_{3},x_{4}\\\end{pmatrix}}} по формуле:
{\displaystyle Trs(X)=H(R)\circ Tr(X)={\begin{pmatrix}1&1&1&1\\1&-1&1&-1\\1&-1&-1&1\\1&1&-1&-1\\\end{pmatrix}}\circ {\begin{pmatrix}x_{1}&x_{2}&x_{3}&x_{4}\\x_{2}&x_{1}&x_{4}&x_{3}\\x_{3}&x_{4}&x_{1}&x_{2}\\x_{4}&x_{3}&x_{2}&x_{1}\\\end{pmatrix}}={\begin{pmatrix}x_{1}&x_{2}&x_{3}&x_{4}\\x_{2}&-x_{1}&x_{4}&-x_{3}\\x_{3}&-x_{4}&-x_{1}&x_{2}\\x_{4}&x_{3}&-x_{2}&-x_{1}\\\end{pmatrix}}},
где {\displaystyle Tr(X)} — {\displaystyle Tr} матрица, полученная из вектора {\displaystyle X}, H(R) — матрица Адамара со сдвигом строк в заданном порядке R, для которого строки результирующей
Матрицы Trs взаимно ортогональны.
Первая строка результирующей матрицы {\displaystyle Trs(X)} содержит элементы вектора {\displaystyle X} без перестановок и перемен знака. Учитывая, что строки матрицы {\displaystyle Trs} взаимно ортогональны:
{\displaystyle Trs(X).X=\parallel X\parallel ^{2}.[1,0,0,0]^{T}},
следовательно, матрица {\displaystyle Trs} вращает вектор {\displaystyle X}, из которого она получена, в направлении оси {\displaystyle x_{1}}.
Порядок {\displaystyle R} строк матрицы Адамара не зависит от вектора {\displaystyle X}. Опубликованы примеры генерации матриц {\displaystyle Tr} и {\displaystyle Trs} для {\displaystyle n=2,4,8}. Остаётся открытым вопрос, можно ли создать матрицы Trs размера больше 8.